# Neoserica luzonica
Neoserica luzonica är en skalbaggsart som beskrevs av Moser 1915. Neoserica luzonica ingår i släktet Neoserica och familjen Melolonthidae. Inga underarter finns listade i Catalogue of Life.